# Toxicitat

La toxicitat és la mesura del grau en el qual una substància és tòxica o verinosa. El terme de toxicitat pot referir-se a l'efecte en un organisme en si, com un animal, bacteri o planta, com també en una subestructura d'un organisme com una cèl·lula (citotoxicitat) o en un òrgan (organotoxicitat), com per exemple en el fetge (hepatotoxicitat). A més del significat científic, aquest concepte es pot utilitzar per descriure els efectes tòxics en grups més grans i més complexos com unitats familiars o la societat en general.
La toxicologia es fonamenta en el fet que els efectes depenen de la dosi. Aquesta ciència estudia els efectes nocius que exerceixen les substàncies sobre els organismes vius. Fins i tot, l'aigua pot produir intoxicació quan es pren en elevades dosi. Per contra, hi ha substàncies molt tòxiques com el verí de les serps que no tenen efectes tòxics detectables per sota d'una determinada dosi.

## Història de la Toxicologia
La toxicologia moderna va més enllà dels efectes perjudicials de les substàncies exògenes i a més, tracta diversos camps de la bioquímica, la biologia, la química, la genètica, les matemàtiques, la medicina, la farmacologia, la fisiologia i la física, en les quals aplica la valoració de la seguretat i el risc. En totes les branques de la toxicologia, els científics investiguen els mecanismes pels quals determinades substàncies químiques provoquen efectes nocius als sistemes biològics.
Edat Antiga
És segur que els verins d'animals i els extractes de plantes ja s'utilitzaven a l'edat antiga per caçar, i per a fins homicides i bèl·lics. Uns dels escrits més antics, el papir d'Ebers (al voltant de 1500 aC) conté informació sobre nombrosos verins com la cicuta, l'acònit, l'opi i metalls com el plom, el coure i l'antimoni.
Edat mitjana:
durant el 1135 i el 1204 hi ha constància d'un treball de Maimònedes que tracta sobre l'enverinament per insectes, serps i gossos amb la ràbia. Es descrivia el concepte de biodisponibilitat. Durant el Renaixement, Catalina de Medici va provar pocions tòxiques i va anotar la rapidesa de la resposta tòxica (latència), l'eficàcia del compost (potència), el grau de resposta de diferents òrgans(especificitat) i la queixes de la víctima (símptomes i signes clínics).
La Il·lustració
Es van idear nombroses idees revolucionàries que a hores d'ara encara s'utilitzen. Va destacar un metge alquimista, Paracelso, que es va centrar en la substància tòxica primària com a entitat química. Va formular que: 1) l'experimentació és essencial a l'hora d'analitzar la resposta a les substàncies químiques, 2) cal distingir entre propietats terapèutiques i propietats tòxiques dels productes químics, 3) a vegades els efectes són indistingibles excepte per la dosi, 4) es pot saber el grau d'especificitat de les substàncies i els efectes terapèutics i tòxics.
La toxicologia experimental es va acompanyar a l'evolució de la química orgànica durant el S.XIX. El menorquí Mateu Orfila és considerat el pare de la toxicologia moderna.
Toxicologia moderna
Aquesta va evolucionar molt ràpidament durant el segle xx. Per provar les hipòtesis, la toxicologia recorre a gairebé totes les ciències bàsiques. Això, més les normes sanitàries i laborals han impulsat les investigacions toxicològiques des de l'any 1990. Amb l'aparició dels anastasians i desinfectants al final de la dècada del 1850 va començar el que es coneix avui dia com la toxicologia. El 1938 es va crear la Food and Drug Administration (FDA) dels Estats Units. La toxicologia té una història interessant i variada. Com a ciència que ha crescut i prosperat gràcies a les nombroses aportacions de diferents disciplines, potser sembla que li falta un objectiu. Tot i així, la seva diversitat ha permès entrecreuar idees i conceptes de l'educació superior, la indústria i l'administració.

## Camps de la Toxicologia
La toxicologia se centra en diversos camps:
- La toxicologia molecular. S'encarrega d'identificar els mecanismes cel·lulars, moleculars i bioquímics pels quals determinades substàncies provoquen efectes tòxics als organismes.
- La toxicologia descriptiva. S'ocupa de tot el que va relacionat amb les proves de toxicitat, per la seguretat i medi ambient. Serveix per avaluar el risc que comporta un certa substància.
- Toxicologia reguladora. Té en compte la informació que ha donat la toxicologia molecular i reguladora i determina el risc d'una substància o fàrmac abans de la seva comercialització.
- Toxicologia forense. Se centra en els principis medicolegals dels efectes nocius que les substàncies exerceixen sobre els éssers humans.
- Toxicologia clínica. Tracta les malalties causades per substàncies tòxiques.
- Toxicologia ambiental se centra en les conseqüències que tenen els contaminants químics de l'ambient sobre els éssers vius. Estudia de manera específica els efectes sobre peixos, animals terrestres, aus, etc.
- La toxicologia de desenvolupament, estudia els efectes que es produeixen durant la vida d'un ser que està en ple creixement, ja que ha estat exposat durant el període de gestació, just després del naixement, durant la pubertat, etc.
- La toxicologia de la reproducció. Estudia quines són les conseqüències a l'exposició a agents físics i químics en el sistema reproductor masculí o femení.

La toxicitat és específica per a cada espècie, produint diferents efectes segons l'espècie a la qual afecta.
Actualment s'estan desenvolupant nous mètodes i indicadors per avaluar la toxicitat, les quals no requereixen fer proves en animals.

## Tipus de substàncies tòxiques

La calavera sobre dues tíbies creuades símbol universal de la toxicitat.

Els agents tòxics es poden classificar de diverses maneres segons les necessitats i interessos de qui els classifica.
Els criteris són: l'origen, l'ús de la substància, els òrgans afectats i els efectes diversos de les substàncies.
De manera general es poden distingir tres tipus de toxicitat:
- Substàncies químiques: inclouen substàncies inorgàniques, sobretot fa referència a metalls pesants com el plom, el cadmi i el mercuri a més d'asbests, l'àcid fluorhídric i el clor en forma de gas; substàncies orgàniques com el metanol, metilmercuri, fàrmacs i verins d'éssers vius.
- Toxicitat biològica: inclou bacteris i virus que poden causar malalties en éssers vius. Aquest tipus de toxicitat pot ser difícil de mesurar perquè la dosis mínima pot ser un sol organisme. Teòricament un virus, un bacteri o un cuc es pot reproduir causant una infecció important. De totes maneres, en un hoste amb un sistema immunitari intacte la inherent toxicitat de l'organisme s'ha de compensar amb l'habilitat de l'hoste per combatre; la toxicitat efectiva és llavors una combinació d'aquestes dues parts. Una situació similar es produeix amb els altres agents tòxics.
- Agents físics tòxics: són substàncies que, degut a la seva naturalesa física, interfereixen amb processos biològics. Com a exemples es troben la pols de carbó i les fibres d'asbests, els quals poden ser letals si són inhalats.

## Mecanismes de toxicitat
Per poder interpretar la toxicologia descriptiva, és important conèixer els mecanismes de la toxicitat. Es consideraran els mecanismes que contribueixen a la manifestació de la toxicitat mitjançant una sèrie d'etapes que s'inicien amb l'exposició, interaccions amb tòxic invasor i l'organisme envaït.
La via de toxicitat més complexa consta de diverses fases. En un primer moment el tòxic es distribueix fins al lloc d'acció. En un segon pas es produeix la interacció del tòxic amb les molècules diana endògenes. En el tercer pas s'altera la funció o l'estructura cel·lular. Finalment, en últim pas, aquesta pertorbació posa en marxa els mecanismes cel·lulars i tissulars per a reparar els danys que s'han produït.
Els efectes tòxics es produeixen quan les alteracions desencadenades per la substància superen la capacitat de reparació, o quan aquesta és anòmala. Alguns exemples de respostes tòxiques a substàncies químiques que segueixen aquest procediment són la necrosi tissular, el càncer i la fibrosi.

## Mesura de la toxicitat
La toxicitat pot ser mesurada a partir dels seus efectes en l'organisme, l'òrgan, les cèl·lules o el teixit, ja que els individus normalment tenen diferents nivells de resposta vers la mateixa dosi de tòxic. Respecte a la població de mesura de la toxicitat, és normalment utilitzada per fer referència a la probabilitat d'un agent extern (alguna cosa que ve de fora) en un individu determinat en una població. Una de les mesures és el LD50, que és la dosi letal establerta en la qual el 50% dels organismes estan exposats a un tòxic moren. Quan no hi ha dades existents, les estimacions es fan a manera de comparació per conèixer la semblança de coses tòxiques o exposicions semblants en diferents organismes.
Així doncs, "els factors salvats" són afegits per avaluar el procés d'evolució de les dades. Per exemple, si una dosi d'un tòxic és guardada per un equip de laboratori, aquest ha d'assumir que aquesta dosi pot ser la salvació d'un humà, deixant un factor salvador de 10 per permetre’ls a les diferents interespècies de dos mamífers; si les dades són d'un peix, es pot utilitzar un factor de 100 per comptar la diferència real entre dues espècies (els peixos i els mamífers).
Similarment, un factor de protecció extra pot ser utilitzat per als individus que es consideren que són més susceptibles als efectes tòxics, com per exemple en l'embaràs o amb algunes malalties.
Un recentment sintetitzat i anteriorment no estudiat compost químic, que es creu que té efectes molt similars a un altre component, pot assignar una protecció addicional de factor 10 per comptar amb possibles deferències en els efectes que són probablement menors. Òbviament, aquest enfocament és molt aproximat; però tals factors de protecció són deliberadament conservadors, i el mètode ha estat trobat per a ser útil en una gran varietat d'aplicacions.
Avaluant tots els aspectes de la toxicitat dels agents en les causes del càncer, s'engloba problemes addicionals, d'ençà que no és segur si hi ha una mínima efectivitat en els gens cancerígens o quan el risc és encara massa petit per ser vist. A més, la possibilitat que una sola cèl·lula es transformi en una cèl·lula cancerosa, ens porta al desenvolupament de tot l'efecte (la teoria “d'un sol cop”).
És més difícil determinar la toxicitat d'una mescla química que d'un element químic, ja que cada component desprèn la seva pròpia toxicitat. Els components poden interaccionar per produir majors o menors efectes, com les mescles comunes, incloent-hi la gasolina, el cigarret o els residus industrials. Encara més complexes són les situacions amb més d'un tipus d'entitat tòxica, així com la descàrrega provinent del mal funcionament d'una planta de tractament d'aigües residuals amb ambdós agents, el biològic i el químic.

## Classificació global de la toxicitat
Per una bona regulació i manipulació de les substàncies cal que estiguin adequadament classificades i etiquetades. La classificació es determina per procediments o càlculs de mesura aprovats i s'han establert diferents conjunts de nivells per científics i governs. Com que diferents països tenen diferents regulacions en relació als tipus de proves, quantitat de proves, i classificació dels nivells, la implementació del Sistema Globalment Harmonitzat de Classificació i Etiquetatge de Productes Químics (SGH) començà a unificar aquests països el 2002.
La classificació global se centra en tres àrees: Perills físics, Perill per a la salut i Perill mediambiental.

### Perills físics
En aquesta categoria s'engloben els següents tipus de substàncies:
- Explosius
- Gasos inflamables
- Aerosols
- Gasos comburents
- Gasos a pressió
- Líquids inflamables
- Sòlids inflamables
- Substàncies i mescles que reaccionen espontàniament
- Líquids pirofòrics
- Sòlids pirofòrics
- Substàncies i mescles que experimenten escalfament espontani
- Substàncies i mescles que, en contacte amb l'aigua, desprenen gasos inflamables
- Líquids comburents
- Sòlids comburents
- Peròxids orgànics
- Substàncies i mescles corrosives pels metalls

### Perills per a la salut
En aquesta categoria s'engloben les substàncies que puguin ser letals per tot el cos, letals per un òrgan específic, causar danys menors o majors, o causar càncer. Aquestes són definicions de toxicitat globalment acceptades. Qualsevol substància que no es pugui classificar en cap d'aquestes categories no es considerarà un tòxic.

#### Toxicitat aguda
La toxicitat aguda se centra en els efectes letals causats per ingestió oral, exposició dèrmica o per inhalació. Se subdivideix en cinc categories segons la severitat; la categoria 1 requereix la mínima quantitat d'exposició per a ser letal, i la categoria 5 és la que necessita la quantitat més gran d'exposició per a ser letal. La taula següent mostra els límits superiors per a cada categoria.
| Mètodes d'administració                         | Categoria 1 | Categoria 2 | Categoria 3 | Categoria 4 | Categoria 5 |
| ----------------------------------------------- | ----------- | ----------- | ----------- | ----------- | ----------- |
| Oral: LD50 mesurat en mg/kg de pes corporal     | 5           | 50          | 300         | 2000        | 5000        |
| Dèrmic: LD50 mesurat en mg/kg de pes corporal   | 50          | 200         | 1000        | 2000        | 5000        |
| Inhalació de gas: LC50 mesurat en ppmV          | 100         | 500         | 2500        | 20000       | No definit  |
| Inhalació de vapor: LC50 mesurat en mg/L        | 0,5         | 2,0         | 10          | 20          | No definit  |
| Inhalació de pols i boira: LC50 mesurat en mg/L | 0,05        | 0,5         | 1,0         | 5,0         | No definit  |

Nota: Els valors no determinats són semblants als valors de la categoria 5 per administració oral i per la pell.

#### Corrosió/Irritació cutànies
La corrosió i la irritació de la pell es determinen utilitzant pegats a la pell per a anàlisis. Això examina la gravetat i el dany produït; quan ha començat i quant de temps romandrà; si és reversible i quants subjectes de proves van ser afectats.
Perquè es produeixi corrosió de la pell una substància ha de penetrar des de l'epidermis fins a la dermis en un marge de quatre hores des de la seva aplicació i no ha de revertir els danys causats en 14 dies.
Serà irritació de la pell quan mostri danys més lleus que la corrosió si: el dany ocorre entre les 72 hores de l'aplicació; o per tres dies consecutius després de l'aplicació en un període de 14 dies; o causa una inflamació que dura 14 dies en dos subjectes de proves. La irritació serà lleu si la pell mostra danys menors (menys greu que en la irritació) en les 72 hores de l'aplicació o en tres dies consecutius després de l'aplicació.

#### Lesions oculars greus/irritació ocular
Substàncies que causen danys greus a l'ull inclouen danys en el teixit o degradació de la visió que no reverteixen completament en 21 dies. La irritació de l'ull inclou canvis a l'ull que es reverteixen en un període de 21 dies.

#### Sensibilització respiratòria o cutània
Substàncies que causen hipersensibilitat respiratòria quan la substància és inhalada (respiratòria) o que causen una resposta al·lèrgica per contacte amb la pell (cutània).

#### Toxicitat per a la reproducció
Són substàncies tòxiques de l'aparell reproductor les quals causen efectes adversos en funcionalitat sexual o fertilitat en qualsevol dels progenitors o també en la descendència.

#### Carcinogenicitat
Substàncies que indueixen el càncer o augmenten la probabilitat de patir-lo.

#### Toxines específiques d'òrgans diana
Substàncies que ataquen a òrgans específics.

#### Perills d'aspiració
Substàncies sòlides o líquides que poden causar dany per inhalació.

### Perills pel medi ambient
Els perills mediambientals se centren en toxicitat aquàtica i en perills per a la capa d'ozó.

#### Toxicitat en l'aigua
La toxicitat aquàtica es divideix en quatre categories:
- Toxicitat aquàtica aguda: La toxicitat aquàtica aguda es mesura amb assajos on se submergeix espècies indicadores de peix o de crustacis quan hi ha determinades concentracions d'una substància en el seu entorn per determinar el grau de letalitat. Els peixos són exposats durant 96 hores i els crustacis per 48 hores.

- Toxicitat aquàtica crònica: Es tenen menys dades amb relació a la toxicitat crònica de l'aigua i els procediments estan menys normalitzats que en el cas de la toxicitat aguda en aigua, però s'accepten alguns assajos de l'OCDE.

- Potencial de bioacumulació: La bioacumulació és el resultat net de l'absorció, transformació i eliminació d'una substància per un organisme a través de totes les vies d'exposició (és a dir, aigua, aire, sediment/sòl i alimentació). El potencial de bioacumulació es mesurarà normalment utilitzant el coeficient de repartiment octanol/aigua, expressat com log Kow.

- Degradació: La degradació és la descomposició de molècules orgàniques en molècules més petites i finalment en diòxid de carboni, aigua i sals. La degradació mediambiental pot ser biòtica o abiòtica (com la hidròlisi). A l'hora d'escollir els assajos normalitzats s'ha de tenir en compte si el medi és d'aigua salada o d'aigua dolça.

| Exposició | Categoria 1 | Categoria 2 | Categoria 3 |
| --------- | ----------- | ----------- | ----------- |
| Agut      | ≤ 1,0 mg/L  | ≤ 10 mg/L   | ≤ 100 mg/L  |
| Crònic    | ≤ 1,0 mg/L  | ≤ 10 mg/L   | ≤ 100 mg/L  |

Nota: Una quarta categoria s'estableix per a exposicions cròniques on només s'inclouen substàncies tòxiques molt insolubles o que no tenen informació per exposició aguda.

## Factors que influencien la toxicitat
La toxicitat d'una substància pot afectar de moltes maneres diferents segons un gran nombre de factors, com ara: la manera d'administració (ingerida, inhalada, injectada), el temps d'exposició, així com el nombre d'exposicions, l'estat físic de la toxina (sòlid, líquid o gas) o la salut de l'individu intoxicat, entre molts d'altres.
Segons el tipus d'exposició parlem de:
- Exposició greu: una sola exposició a una substància tòxica que pot causar un alt dany biològic o, fins i tot, la mort; aquest tipus d'exposició no acostuma a ser de més d'un dia.

- Exposició crònica: una exposició continuada a una toxina durant un període llarg que pot anar des de mesos a anys i que pot crear efectes irreversibles.

## Efectes tòxics dels pesticides
Segons la definició de la Enviromental Protection Agency (EPA) dels EUA un plaguicida és qualsevol substància o mescla de substàncies utilitzada per prevenir, destruir, fumigar una plaga. També es pot definir com qualsevol agent físic, químic o biològic capaç de destruir una plaga vegetal o animal. El concepte de plaga engloba animals, plantes o microorganismes que són nocius, destructius o que causen molèsties.
Exposició
L'exposició a diferents concentracions a un determinat agent es classifica en les següents categories:
- Intoxicacions involuntàries o suïcides, impossibles d'evitar tot i la regulació i estudis existents.
- Exposició laboral. Fa referència a la fabricació, mescla, aplicació, carrega, collita i manipulació de cultius.
- Exposició incontrolada dels manipuladors durant les exposicions del ruixat.
- Consum d'aliments, per part de tota la població en general, que contenen residus de plaguicides a causa de la utilització il·legal o errònia d'un determinat agent, de manera que la concentració dels residus superen els valors de tolerància establerts.

Per minimitzar l'exposició a un agent tòxic es pot protegir certes parts del cos. Per exemple, protegint les mans amb guants resistents a les substàncies químiques, disminueix la contaminació en un 33% durant les polvoritzacions forestals i un 66% durant el tractament “males herbes”.
L'absorció per la pell dels plaguicides és màxima en la zona escrotal, seguit per les axil·les, el front, la cara, el cabell, el dors de la mà, la palma i l'avantbraç.
L'exposició passiva és més difícil de valorar, sobretot quan els nivells d'exposició són baixos. La tasca d'analitzar els residus i detectar les anomalies biològiques és complicada.

## Etimologia
El terme toxicitat deriva de l'adjectiu culte tòxic. Aquest prové del llatí toxicus que deriva del grec τοξικός (toxikós, «relatiu al tir a l'arc») i aquest de τόξον (tóxon, «arc»). El significat actual prové de l'expressió τοξικὸν φάρμακον (toxikón fármakon, «verí [per a aplicar] a les fletxes»). Prové del mite d'Hèrcules quan, en una de les 12 proves que li fa fer la Deessa Hera, ha de matar a l'Hidra, una serp amb 9 caps, ja que l'Hèrcules xopa la punta de les fletxes amb la sang de l'Hidra, que és verinosa. I d'aquí, la relació entre l'arc i el verí de la paraula tòxic.